# Gondomar (Vila Verde)
Gondomar é uma aldeia portuguesa do Município de Vila Verde que foi sede da extinta Freguesia de Gondomar, freguesia que tinha 3,02 km² de área e 71 habitantes (2011), e, por isso, uma densidade populacional de 24 hab./km². 
A Freguesia de Gondomar foi extinta (agregada) em 2013, no âmbito de uma reforma administrativa nacional, tendo o seu território sido agregado ao da Freguesia de Aboim da Nóbrega para formar uma nova freguesia denominada Freguesia de Aboim da Nóbrega e Gondomar.
Gondomar faz parte das Aldeias de Portugal.  

## População
| População da freguesia de Gondomar | População da freguesia de Gondomar | População da freguesia de Gondomar | População da freguesia de Gondomar | População da freguesia de Gondomar | População da freguesia de Gondomar | População da freguesia de Gondomar | População da freguesia de Gondomar | População da freguesia de Gondomar | População da freguesia de Gondomar | População da freguesia de Gondomar | População da freguesia de Gondomar | População da freguesia de Gondomar | População da freguesia de Gondomar | População da freguesia de Gondomar |
| ---------------------------------- | ---------------------------------- | ---------------------------------- | ---------------------------------- | ---------------------------------- | ---------------------------------- | ---------------------------------- | ---------------------------------- | ---------------------------------- | ---------------------------------- | ---------------------------------- | ---------------------------------- | ---------------------------------- | ---------------------------------- | ---------------------------------- |
| 1864                               | 1878                               | 1890                               | 1900                               | 1911                               | 1920                               | 1930                               | 1940                               | 1950                               | 1960                               | 1970                               | 1981                               | 1991                               | 2001                               | 2011                               |
| 173                                | 206                                | 170                                | 178                                | 163                                | 165                                | 172                                | 197                                | 206                                | 208                                | 187                                | 157                                | 116                                | 87                                 | 71                                 |

## História
Pertencia ao concelho de Ponte da Barca e à comarca de Viana. Passou para o concelho de Pico de Regalados em 31 de Dezembro de 1853 e quando este foi extinto, em 24 de Outubro de 1855, passou para o (atual município) de Vila Verde.

## Património
- Igreja Paroquial de Gondomar (Santo André)
- Fojo do lobo de Gondomar (Monte da Cerdeira)
- Mamoa (Monte do Barrete)
- Aglomerados rurais de Nogueira, Casais e Ameixoeira

## Fojo do Lobo
O Fojo do Lobo de Gondomar, considerado um dos maiores da Península Ibérica, possui dois fossos e uma muralha com uma extensão de cerca de 2 km. Os ataques constantes dos lobos aos rebanhos e a insegurança junto da população motivaram a construção deste Fojo de Lobo.
Com os muros em forma de “V”, os lobos eram atraídos para o seu interior e escorraçados pelas batidas para uma armadilha composta pelos fossos disfarçados com ramos de giesta, impossibilitando-os da fuga, ficando aprisionados.

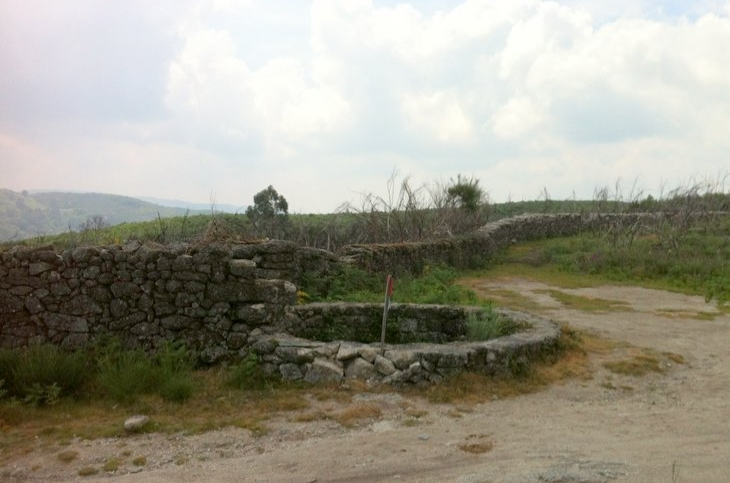
Fojo do lobo de Gondomar (Vila Verde)

## Lugares
Além da sede, a Freguesia de Gondomar tinha os seguintes lugares:
- Ameixieiras;
- Cabo;
- Cal;
- Casais de Baixo;
- Casais de Cima;
- Igreja;
- Nogueira;
- Picoto;
- Porto;
- Tojal.